# ریجویل (ویرجینیای غربی)
ریجویل (به انگلیسی: Ridgeville) یک منطقهٔ مسکونی در ایالات متحده آمریکا است که در شهرستان مینرال، ویرجینیای غربی واقع شده‌است. ریجویل ۳۱۳٫۹۵ متر بالاتر از سطح دریا واقع شده‌است.